# Zwyrodnienie Wallera

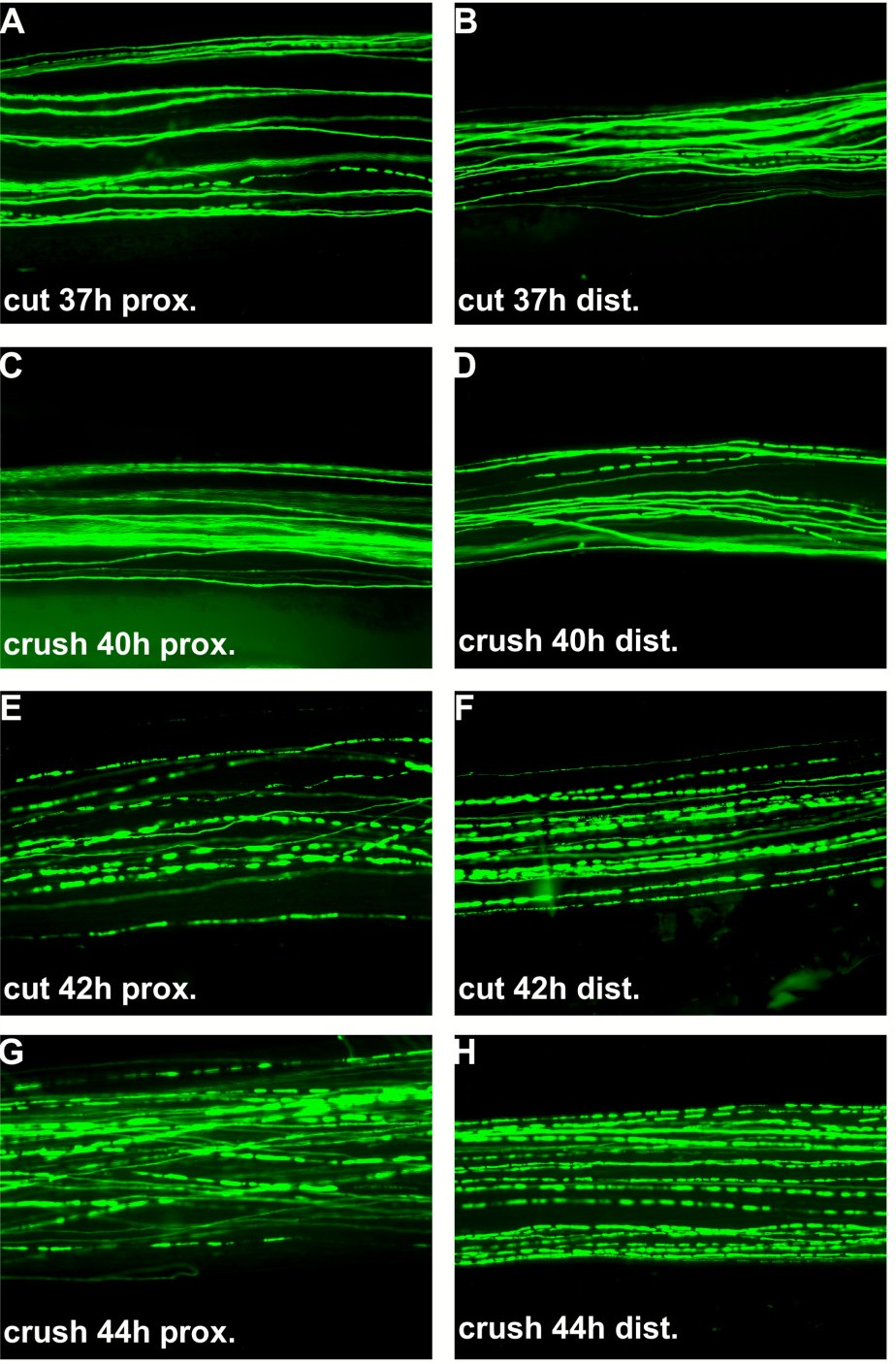
Przebieg zwyrodnienia Wallera we włóknach nerwowych myszy przeciętych (cut) i zmiażdżonych (crush), w odcinku bliższym (prox) i dalszym- odciętym (dist), po 37 i po 42 godzinach od uszkodzenia. Aksony wybarwione żółtym białkiem fluorescencyjnym (YFP), obraz komputerowo zmieniono na czytelniejszy (żółty kolor zastąpiono zielonym). Powiększenie 100×

Zwyrodnienie Wallera (pierwotne zwyrodnienie aksonalne, ang. Wallerian degeneration) – zmiana neuropatologiczna, występująca wskutek przerwania ciągłości włókna nerwowego. Towarzyszy przecięciom nerwu, zmiażdżeniom, nadmiernym rozciągnięciom, niedokrwieniu nerwu. Nazwa upamiętnia odkrywcę zjawiska, Augustusa Wallera, który zmiany tego typu opisał u żab z przeciętym nerwem podjęzykowym i językowo-gardłowym w 1850 roku.
Przerwanie ciągłości włókna nerwowego powoduje zmiany w aksonie i w otoczce mielinowej. Dalsza, odcięta część aksonu ulega degeneracji w pierwszej kolejności. Mikroskopowo obserwuje się dezintegrację cytoszkieletu i akumulację organelli. Następnie dochodzi do zaburzeń osłonki mielinowej: powstają tzw. komory niedokrwienne, owoidy, złogi lipidowe, naciek makrofagów. Puste, pozbawione aksonów osłonki mielinowe, mogą przetrwać do 52 dni.